# IPod

iPod ime je za obitelj dlanovnih medijskih uređaja koje je razvila američka tvrtka Apple Computer. Prvi iPod izašao je na tržište 23. listopada 2001.  Uz iPod također dolazi pripadni softver iTunes, koji omogućuje sinkronizaciju iPoda s računalom kao i kupovinu medijskog sadržaja s trgovine.
iPod je dostupan u više varijanti:
- iPod Classic
- iPod Mini
- iPod Nano
- iPod Shuffle
- iPod Touch

## Povijest razvoja
iPod linija uređaja započela je prvom generacijom iPoda Classic puštenom u prodaju 23. listopada 2001. Apple je smatrao kako su u ono vrijeme dostupni medijski uređaji bili ili veliki i nezgrapni ili mali i beskorisni s "nevjerojatno ružnim" grafičkim korisničkim sučeljem. Zbog cijene i kompatibilnosti samo s Mac računalima, prodaja je bila slaba sve do 2004. Steve Jobs je najavio prvi iPod kao uređaj kompatibilan s Macom pohrane 5 GB u koju se može spremiti 1000 pjesama. Apple nije sam razvio cijeli softver za iPod nego je iskoristio platformu tvrtke PortalPlayer. Kroz godine iPodov softver mijenjao je više fontova. Prvi iPod s ekranom u boji bilo je iPod Photo iz četvrte generacije iPoda Classic. Prvi iPod Mini počeo je s prodajom u siječnju 2004. godine, nekoliko mjeseci prije početka prodaje četvrte generacije iPoda Classic. iPod Mini postojao je u samo dvije generacije nakon čega je zamijenjen iPodom Nano, koji je počeo s prodajom u rujnu 2005. Prvi iPod Shuffle predstavljen je u siječnju 2005., nekoliko mjeseci prije iPoda Color (iz četvrte generacije iPoda Classic) i prve generacije iPoda Shuffle. Najjači i najveći iPod - iPod Touch - predstavljen je u rujnu 2007. godine, uz treću generaciju iPoda Nano i šestu (i posljednju) generaciju iPoda Classic. Najnoviji iPod je iPod Touch šeste generacije iz 2015. godine. iPod Shuffle (4. gen.) i iPod Nano (7. gen.) sada su dostupni u više boja.

## Hardver
Razvojem varijanti iPoda, mijenjale su se i hardverske značajke.

### SoC

#### iPod Classic
Sufiks "Classic" koristi se tek od šeste generacije iPoda Classic iako se danas koristi za sve klasične iPode. Prve tri generacije iPoda Classic koristile su dva procesora zasnovana na ARM 7TDMI takta 90 MHz. Četvrta i peta generacija smanjila je takt istog procesora na 80 MHz zbog štednje energije. Šesta generacija koristi Samsungov SoC zasnovan na ARM procesoru.

#### iPod Mini
Obje generacije iPoda Mini koristile su isti procesor kao i četvrta i peta generacija iPoda Classic - ARM 7TDMI takta 80 MHz.

#### iPod Shuffle
Prva generacija iPoda Shuffle koristi SigmaTel-ov D-Major STMP3550 procesor takta 75 MHz.

#### iPod Nano
iPod Nano prve generacije koristi isti procesor kao i obje generacije iPoda Mini - ARM 7TDMI takta 80 MHz. Ostale generacije iPoda Nano koriste Samsungov SoC.

#### iPod Touch
Prve dvije generacije iPoda Touch koriste ARM 1176JZ(F)-S. Prva generacija radi na taktu od 412 MHz, a druga na 533 MHz. Treća i četvrta generacija koriste ARM Cortex A8. Treća generacija radi na taktu od 600, a četvrta od 800 MHz. Peta generacija koristi ARM Cortex A9 takta 800 MHz. Šesta generacija predstavlja novi 64-bitni A8 procesor takta 1 GHz.

### Pohrana
Sve generacije iPoda Classic koriste 1.8 inčne Toshibine tvrde diskove (ATA-6, 4200 okretana u minuti). Razlikuju se samo po količini pohrane. iPod Mini koristi manje, inčne tvrde diskove tvrtka Hitachi i Seagate. iPod Nano napušta praksu korištena tvrdih diskova i okreće se flash memorijama tvrtka Samsung, Toshiba i drugih. iPod Shuffle i iPod Touch također koriste flash memorije.

### Baterija
Svi iPodi, osim prve i druge generacije iPoda Classic, koriste litij-ionske baterije. Prva i druga generacija iPoda Classic koriste litij polimer baterije.

### Povezivanje
Isprva je korišten FireWire za sinkronizaciju i punjenje. Prve četiri generacije dolazile su i naponskim adapterom. Od treće generacije iPodi koriste 30-pinski priključak kakav je viđen na iPhoneima (od iPhonea 5 nadalje koristi se Lightning) što je omogućilo povezivanje na Windows računala pomoću FireWirea i USB-a. Od pete generacije iPoda Classic i prve generacije iPoda Nano Apple više ne koristi FireWire za prijenos podataka, a od četvrte generacije iPoda Nano i druge generacije iPoda Touch punjenje preko FireWirea nije podržano. Druga, treća i četvrta generacija iPoda Shuffle koriste 3,5-milimetarski audio priključak za spajanje slušalica, prijenos podataka i sinkronizaciju. iPod Touch pete generacije koristi Lightning priključak.

## Vanjske poveznice
- Appleova web stranica o iPod-ima
- Dnevne vijesti vezane uz iPod  Arhivirana inačica izvorne stranice od 9. lipnja 2008. (Wayback Machine)
- vijesti o iPod-ima na engleskom jeziku